# Châteauneuf-du-pape (vino)
Lo Châteauneuf-du-pape è un vino francese AOC prodotto in Vaucluse nei territori comunali vicini al comune eponimo Châteauneuf-du-Pape.
Fu con questo vino che ebbe inizio il concetto di AOC, con la costituzione nel 1923 di un sindacato di difesa da parte del barone Pierre Le Roy de Boiseaumarié.

## Storia

### Medioevo

La regione vinicola di Châteauneuf-du-Pape si trova nel Vaucluse dipartimento nel sud-est della Francia.

Dopo il papato itinerante di Clemente V, Avignone divenne residenza pontificia a partire dal papato di Giovanni XXII. Fu grazie a lui che i vigneti di Châteauneuf-du-pape si sono potuti sviluppare..
Giovanni XXII aveva condotto con sé alcuni vignaioli di Cahors. Costoro recuperarono alcuni appezzamenti lasciati dai templari cacciati da Filippo il Bello e costruirono le fondamenta che permisero lo sviluppo del vitigno Châteauneuf-du-pape. I primi anni i vigneti non fornirono che, prima quattro, poi sei tonnellate annue del vino papale. Nel 1325 la produzione raggiunse le dodici tonnellate. Gli specialisti hanno calcolato che allora le vigne pontificie dovevano ricoprire otto ettari. Giovanni XXII fece poi costruire una fortezza, il Castello di Châteauneuf-du-Pape, che divenne la residenza secondaria dei papi di Avignone. La crescita economica e lo sviluppo dei vigneti ne furono quindi favoriti. 
.
Fu sotto il pontificato di Clemente VI, nel 1344, che il primo territorio noto del Châteauneuf-du-pape fu repertoriato. Esso era detto Vieille Vigne ("Vecchia vigna", oggigiorno Bois de la Vieille).
Papa Innocenzo VI apprezzò molto lo Châteauneuf, sia il bianco che il rosso, come testimoniano i conti della Camera Apostolica nel corso del suo pontificato.. Papa Urbano V diede un ulteriore impulso al vitigno dello Châteauneuf ordinando che vi fossero piantate viti di moscato.
L'antipapa Clemente VII aveva una predilezione particolare per questo vigneto al punto che nel 1390 egli fece condannare un vignaiolo che non era stato in grado di fornirgli ventidue saumées di vino moscato.

### Evo moderno

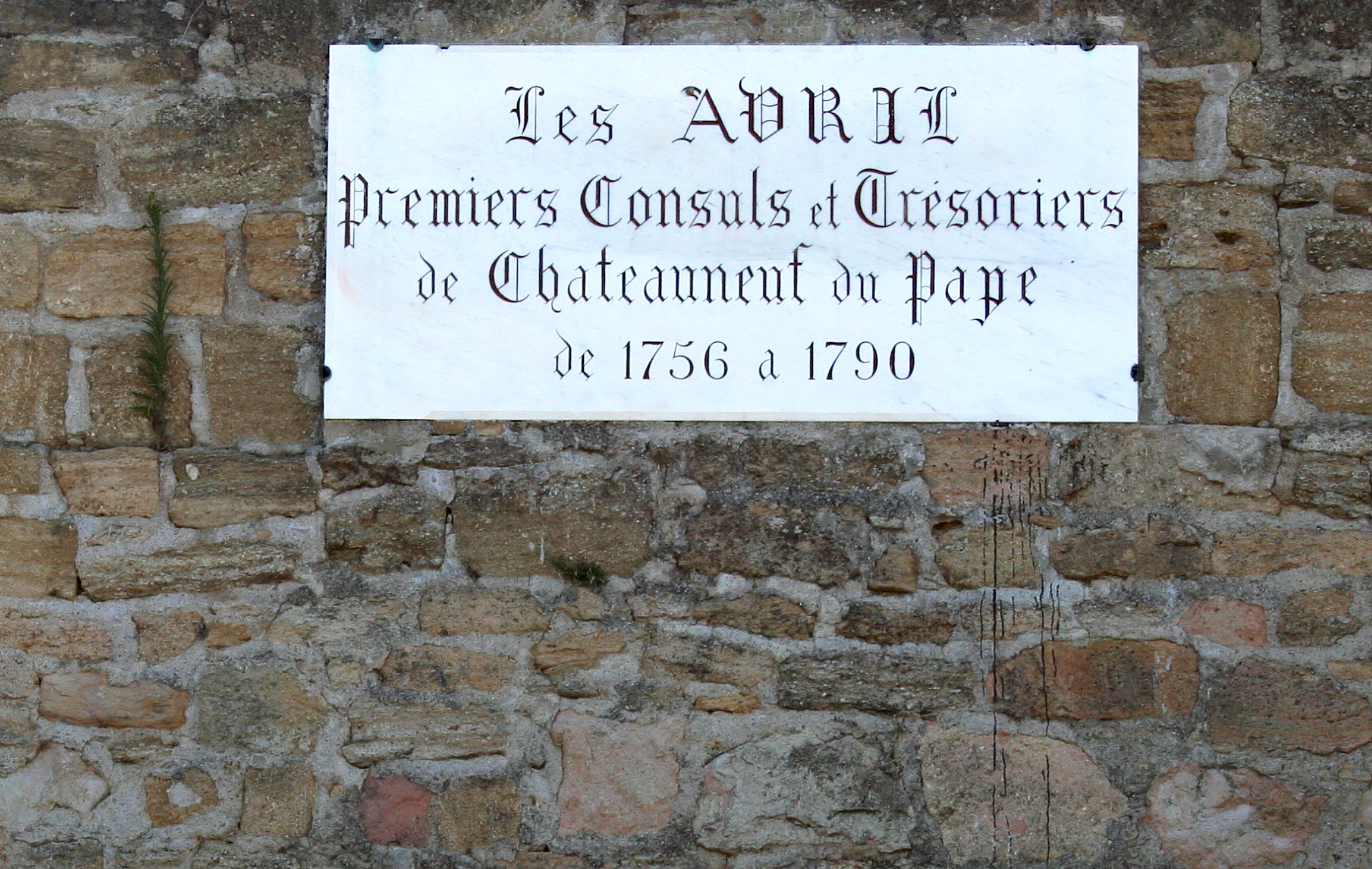
Les Avril, primi consoli di Châteauneuf-du-Pape, nel XVIII secolo.

Il vitigno nel XVIII secolo fu "dinamizzato" essenzialmente da parte dell'aristocrazia locale e dalla borghesia mercantile. Nel 1748 il vino del Castello La Nerthe era esportato attraverso i porti di Marsiglia e di Amburgo a un commerciante di Brema. Dal 1772 al 1789, il mercato si ampliò ancora. L'abate di Bayonne, uditore presso la Sacra Rota a Roma, ne era cliente, così come alcuni nobili della corte di Sassonia e il duca de Crillon, che si trovava in Spagna, chiese che gliene inviassero un barilotto a Valencia.
In Francia, esso fu inviato al maresciallo Tonnerre, al duca di Uzès, a quello di Chevreuse, al cavaliere de Sade, al comandante de Suffen, al cardinale de Luynes e al ministro Bertin. La fama del vino crebbe fino a essere servito alla corte di Luigi XVI..
Nel 1785 ebbe luogo la rivoluzione dell'imbottigliamento. Alcuni negozianti di Marsiglia ricevettero due confezioni di quaranta bottiglie a seguito di un ordine di un loro collega di Genova. Ciò che non impedì al commercio tradizionale di consolidarsi: lo stesso anno, è attestato un transito dal porto di Sète di due tonneau diretto a Londra.
Dall'anno successivo l'esportazione varcò le frontiere europee. In effetti il conte de Capelle scriveva ai proprietari dei vigneti nel 1786 di aver incontrato un commerciante di Filadelfia che «…gli aveva promesso di fare il possibile per far venire di moda in America il vino di La Nerte». Lo stesso anno ne fu spedito un fusto a Boston.

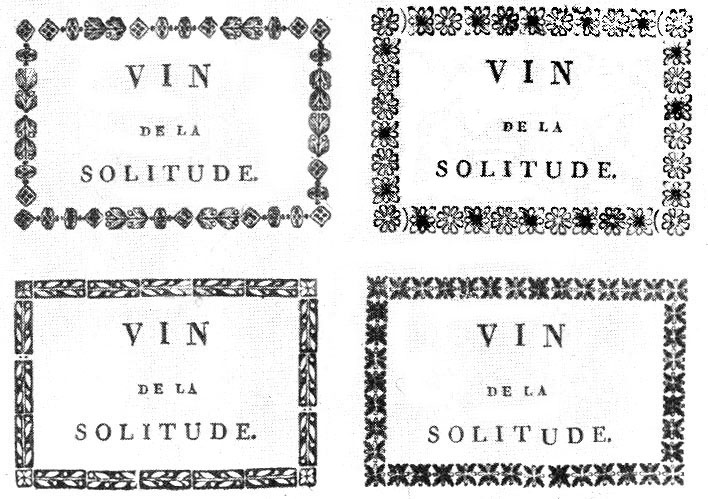
Etichette della tenuta de "La Solitude".

Il vitigno nel XIX secolo mantenne la stessa dinamica. Paul Martin, proprietario di vigneti a Châteauneuf, teneva anche un commercio di vini ad Avignone. Poco prima della rivoluzione egli fece stampare un annuncio per la sua clientela:
(Annuncio di vendita di vini del sig. Paul Martin.)

### Evo contemporaneo
Lo sviluppo dei vigneti fu arrestato dalla crisi della filossera del 1860.
Il pugnace comandante Joseph Ducos, proprietario del Castello La Nerthe, mise la sua fortuna al servizio di un vigneto devastato dalla filossera. Nel 1893 egli fece ripiantare e innestare grenache, counoise, mourvèdre, vaccarèse, cinsault, syrah, i primi dei tredici vitigni che entreranno a far parte del disciplinare di produzione del Châteauneuf-du-pape. Fu per sua iniziativa che il nome del comune fu cambiato da Châteauneuf-Calcernier in Châteauneuf-du-Pape.

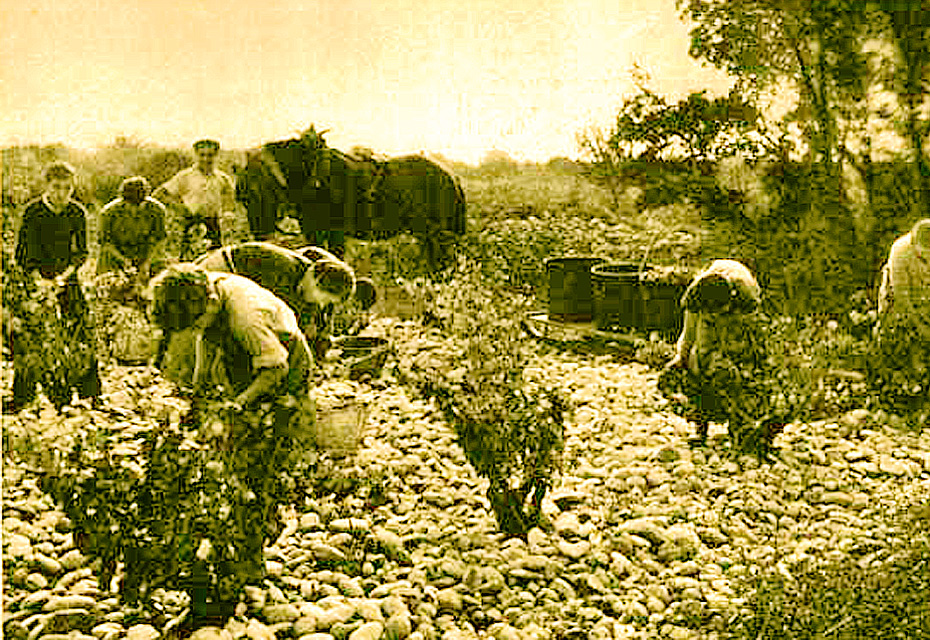
Vendemmie a Châteauneuf-du-Pape.

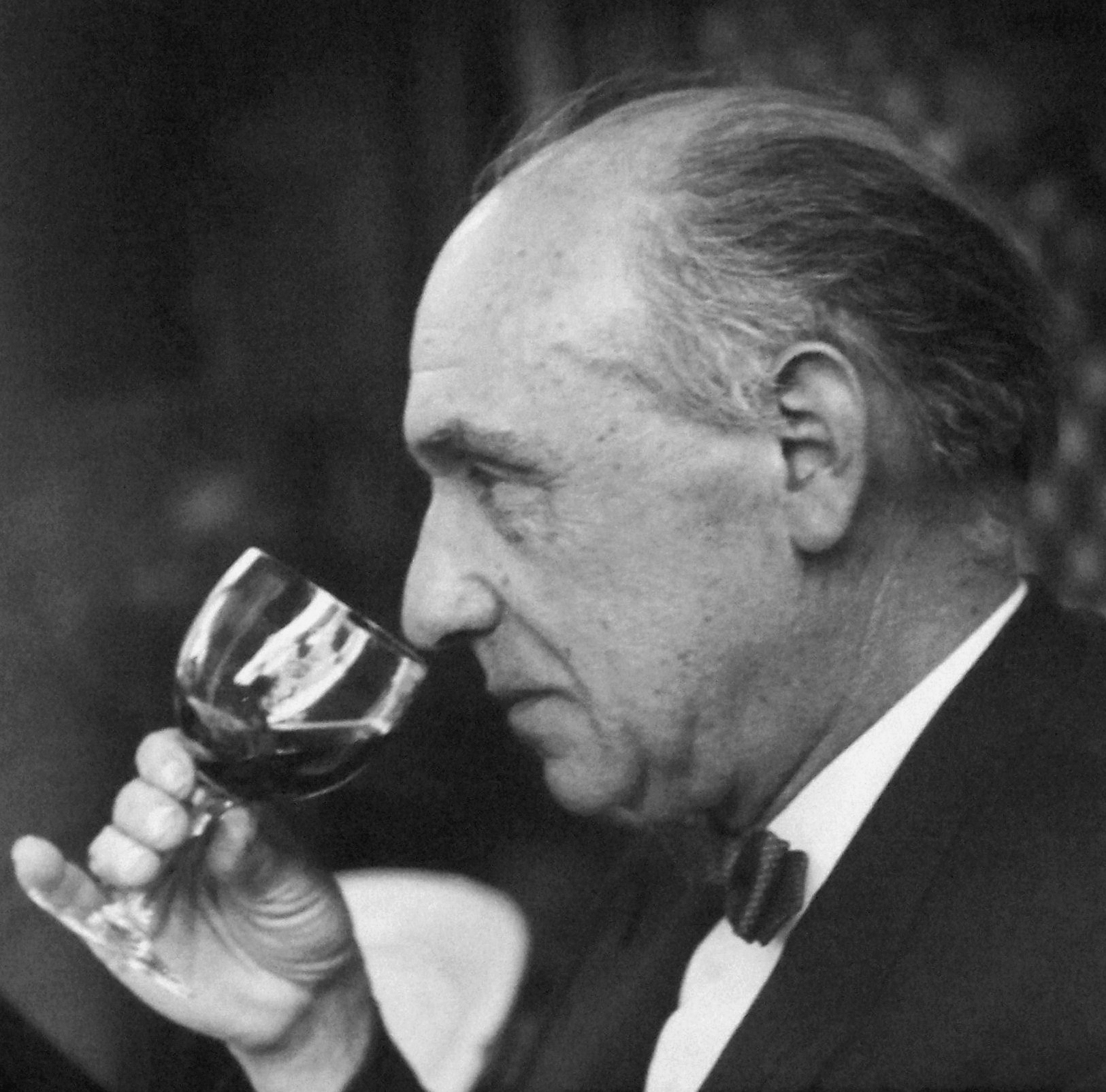
Il barone Pierre Le Roy de Boiseaumarié che degusta

Dopo questa crisi, per garantire la qualità dei vini, i vignaioli di Châteauneuf-du-Pape crearono nel 1894 il primo Sindacato viticolo, che nel 1923 sfoceerà nel Sindacato dei proprietari viticultori dei Châteauneuf-du-pape. Quest'ultimo fu creato in vista di ottenere il riconoscimento della Denominazione d'origine controllata di "châteauneuf-du-pape" in base alla legge del 1919. Il barone Pierre Le Roy de Boiseaumarié (1890-1967) del Château Fortia, ne fu il primo presidente. Egli diventerà successivamente presidente dell'Institut national de l'origine et de la qualité (INAO) e dell'Organizzazione internazionale della vigna e del vino (OIV) 
.
La denominazione divenne AOC il 15 maggio 1936.

## Vigne

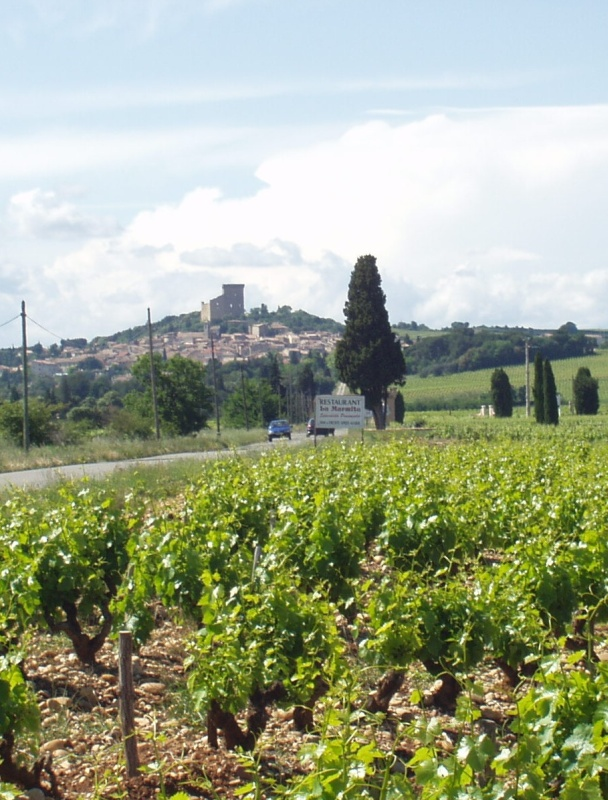
Vigne di Châteauneuf-du-pape, dominate dal castello pontificio.

### Territorio
I comuni che hanno diritto alla Denominazione di origine controllata sono: Châteauneuf-du-Pape, una parte di quelli di Orange, Bédarrides, Sorgues e Courthézon

### Impianto viticolo
Dominati dal castello che era la residenza estiva dei papi di Avignone, questi vigneti sono divenuti celebri grazie ai tredici vitigni. Il grenache è il più frequentemente maggioritario (74%) nelle cuvée châteauneuf. Syrah (10%) e mourvèdre (6%) contribuiscono con la loro aggiunta a dargli un colore sostenuto e un aroma più ricco (eccezioni notevoli, il "Château Rayas" è costituito dal 100% di grenache proveniente da viti molto vecchie e il  "Vin di Felibre" è composto dall'80% di mourvèdre). Vi sono alcune cuvée con una prevalenza di syrah o di mourvèdre (château de Beaucastel).
Nella denominazione è presente un certo numero di vitigni, a causa della promiscuità di coltivazione vigente all'inizio del secolo, ma sui tredici vitigni ammessi, Grenache, Mourvèdre, Syrah, Cinsault, Muscardin, Counoise, Clairette, Bourboulenc, Roussanne, Picpoul, Picardan, Vaccarèse e Terret noir, i più utilizzati sono i primi otto..

### Vendemmia

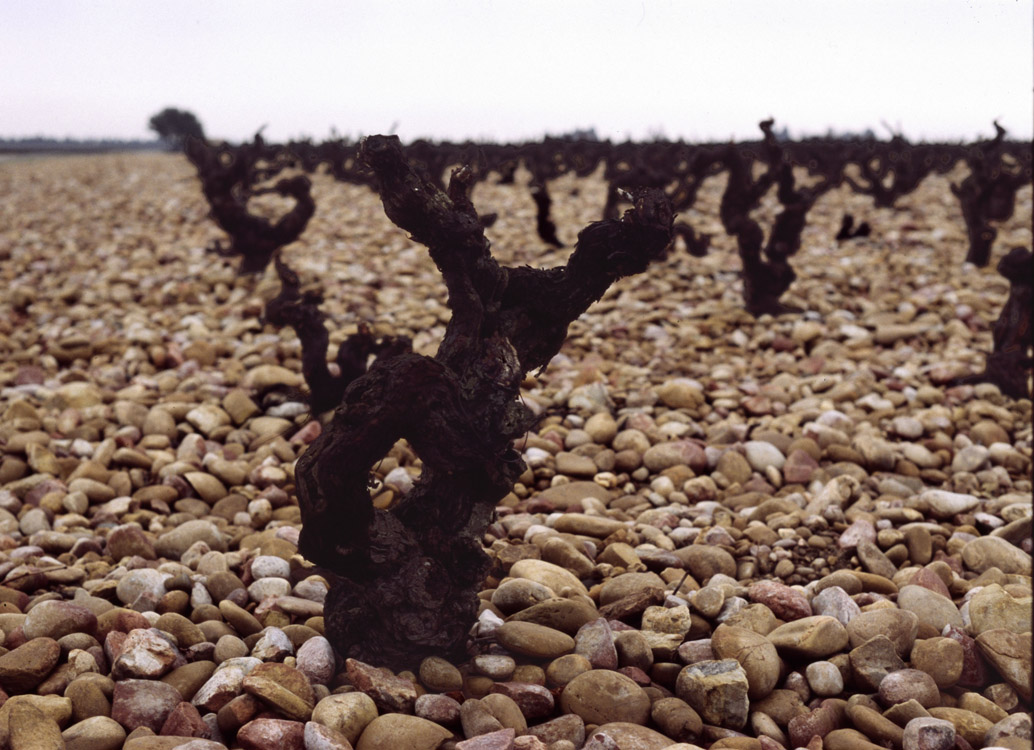
Un vecchio ceppo di grenache in mezzo ai ciottoli.

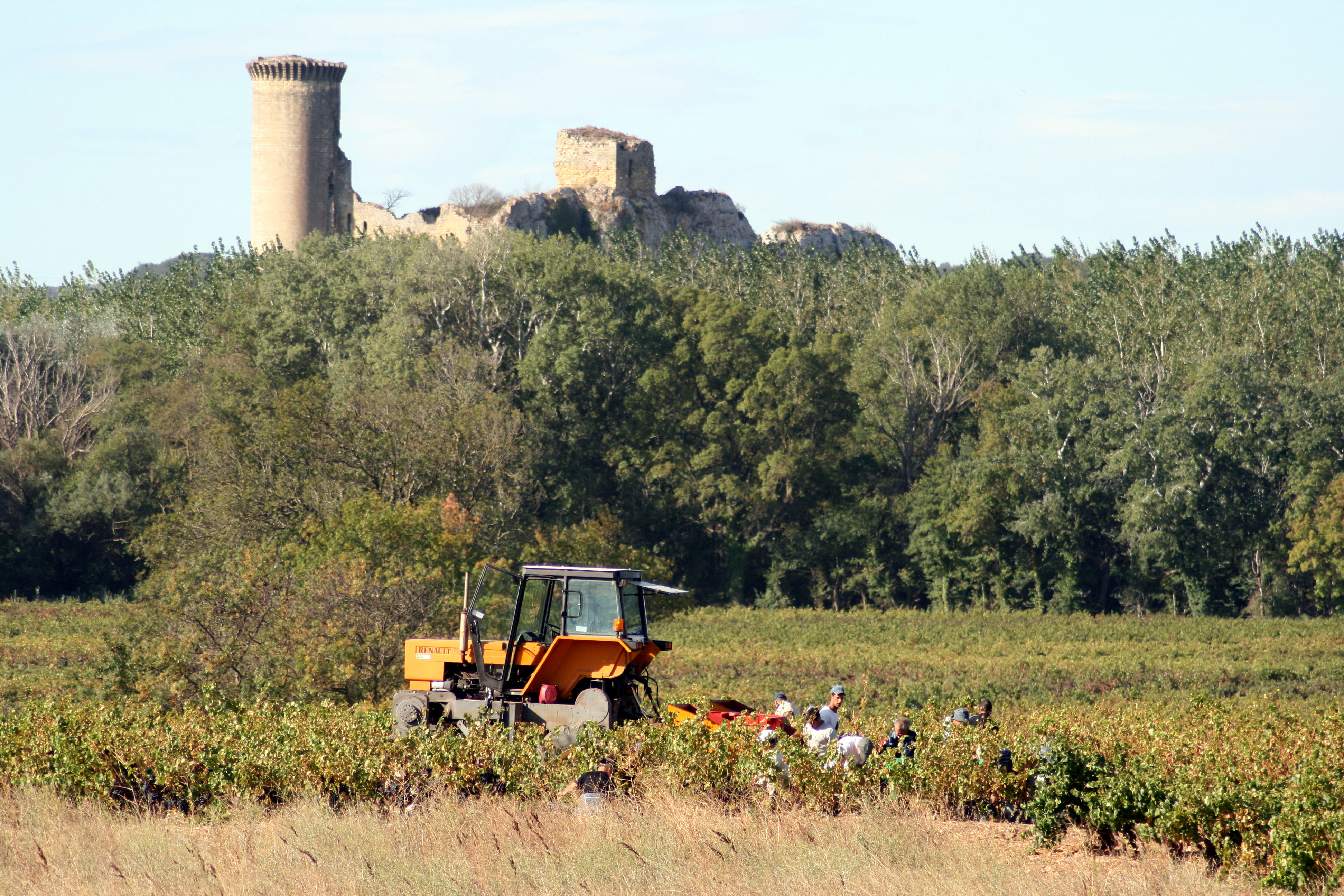
Vendemmia a Châteauneuf-du-Pape.

La vendemmia è obbligatoriamente manuale, cioè priva di meccanizzazione. La resa è fissata a 35 hl/ha. Dopo la vendemmia avviene subito la separazione degli acini dal raspo, che elimina inevitabilmente dal 5% al 20% dei grappoli.

### Vinificazione
Vino rosso

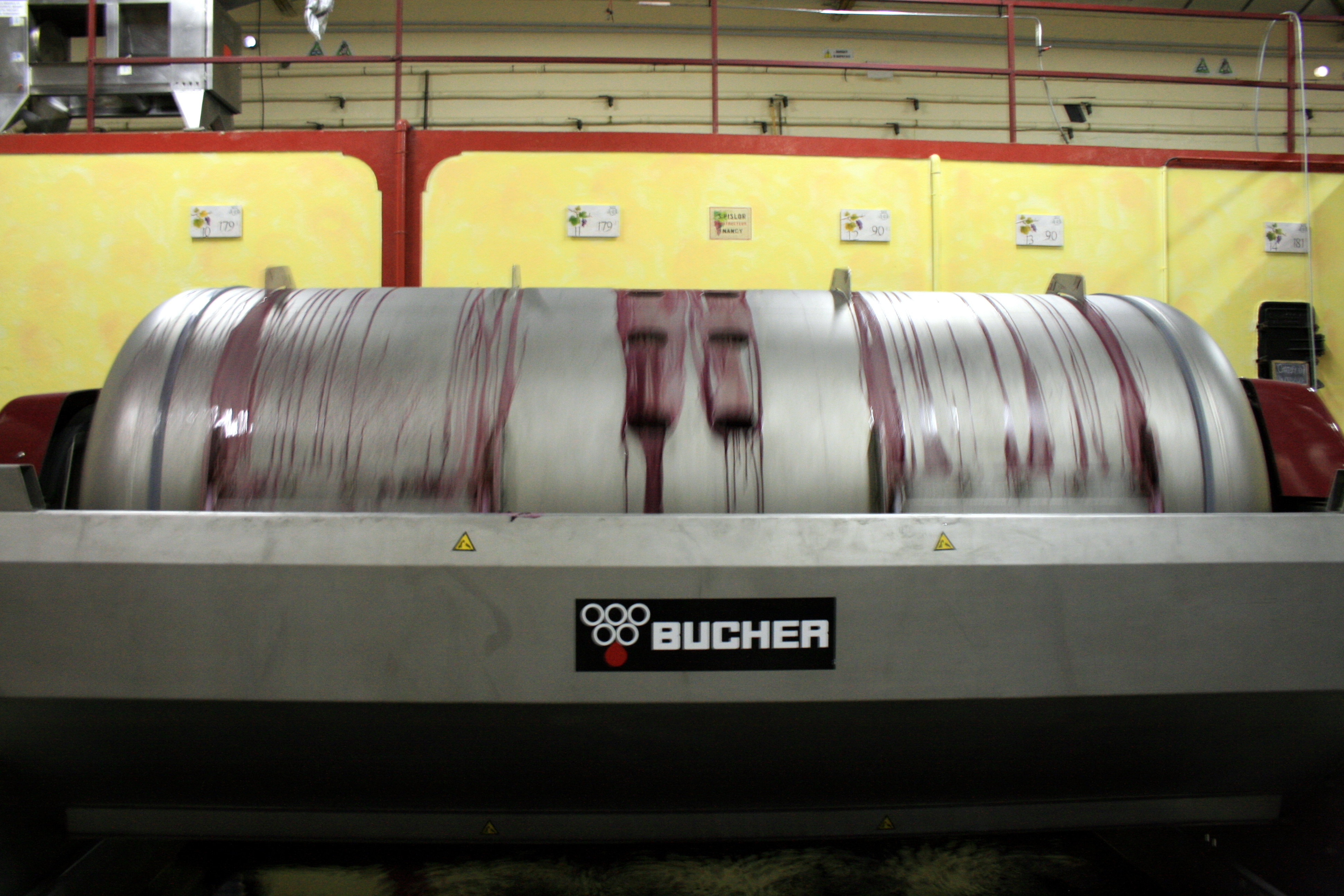
Spremitura d'un vendemmiato rosso

Come numerosi vini al di sotto del 45º parallelo, le zone del Rodano meridionale, delle quali fa parte il territorio della denominazione, danno vini realizzati mettendo insieme vitigni diversi. Ciò si spiega con le caratteristiche climatiche regionali, con estati molto calde, se non torride, e la presenza del mistral, vento forte, che provocano una sovramaturazione dei vitigni. Tutte le sperimentazioni di vinificazione mono-vitigno hanno dimostrato che questi vini non possono raggiungere una qualità elevata e fornire la vera espressione del territorio. Per contro, la mescolanza di più varietà di vitigni consente di raggiungere un equilibrio perfetto tra acidità, tasso alcoolico e tannini..
Il grenache nero, che rappresenta la parte prevalente, è mescolato con mourvèdre e syrah. Un poco di cinsault apporta la delicatezza. I tre primi vitigni consentono l'ottenimento di un perfetto equilibrio e grandi vini di riguardo che "intartufiscono" con l'invecchiamento. A seconda degli appezzamenti e del microclima, la miscela fra i vitigni può variare tra l'80% di grenache, con il rimanente di syrah e mourvèdre in parti eguali, e il 50% di grenache, con il 25% ciascuno di syrah e mourvèdre..
Vino bianco

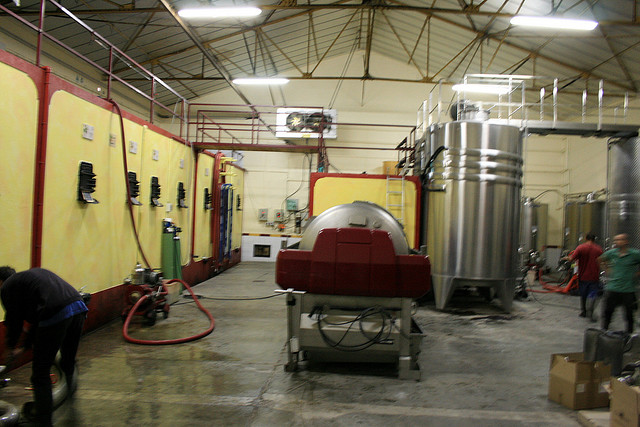
Botti in cemento e acciaio inox.

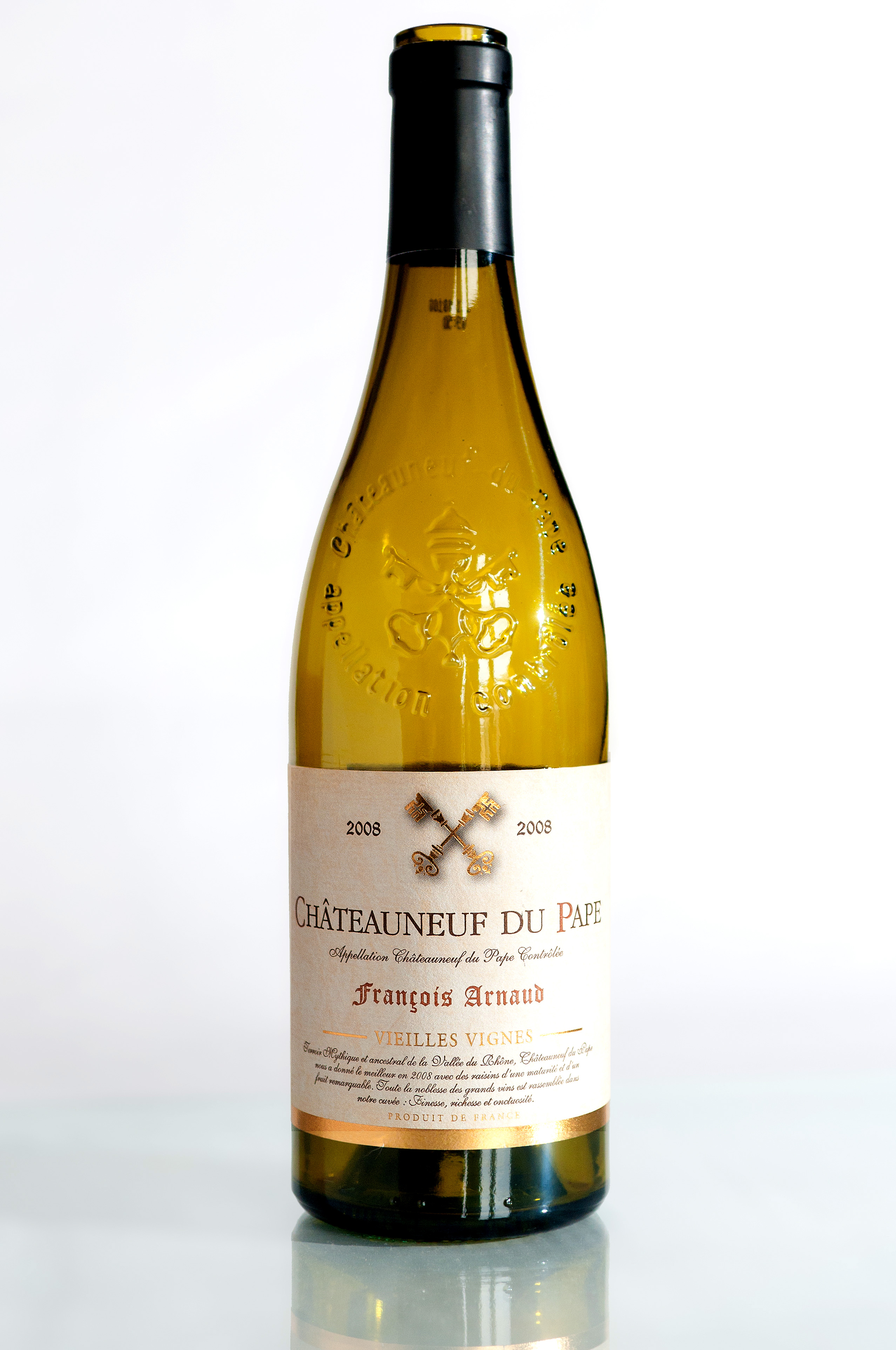
AOC Châteauneuf-du-pape bianco 2008.

Il controllo delle temperature in enologia al momento della vinificazione ha consentito d'ottenere con mezzi puramente fisici una perfetta espressione dei vini di questa zona. La base della miscela si fa con i vitigni clairette e bourboulenc. La percentuale di grenache bianco non deve essere superiore al 20%. Via via si aggiungono il viognier, la roussanne e la marsanne, in diverse proporzioni, ma la migliore qualità si ottiene con apporti del 10%.

### L'imbottigliamento

#### Bottiglie

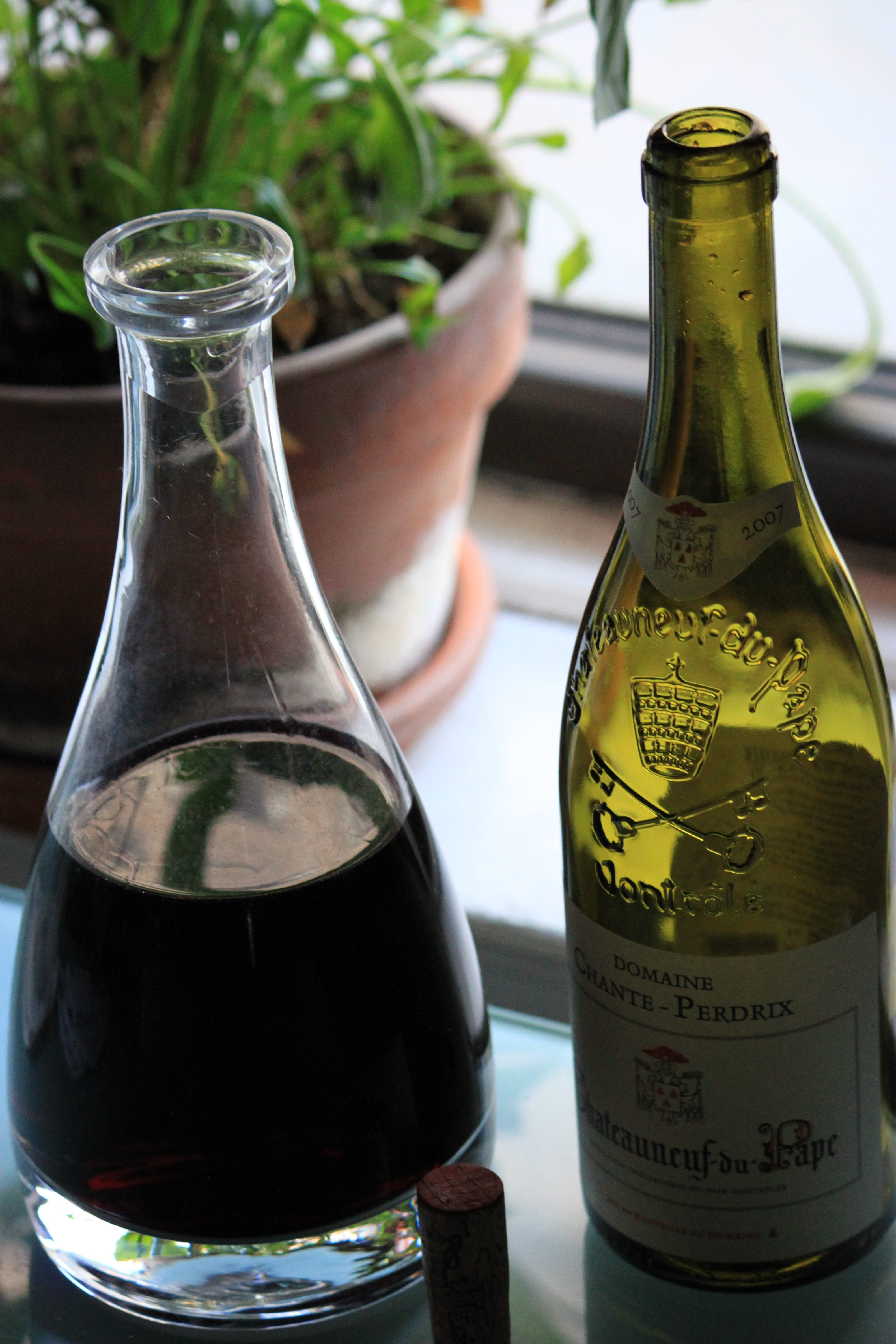
Bottiglia tradizionale con la stampigliatura tiare.

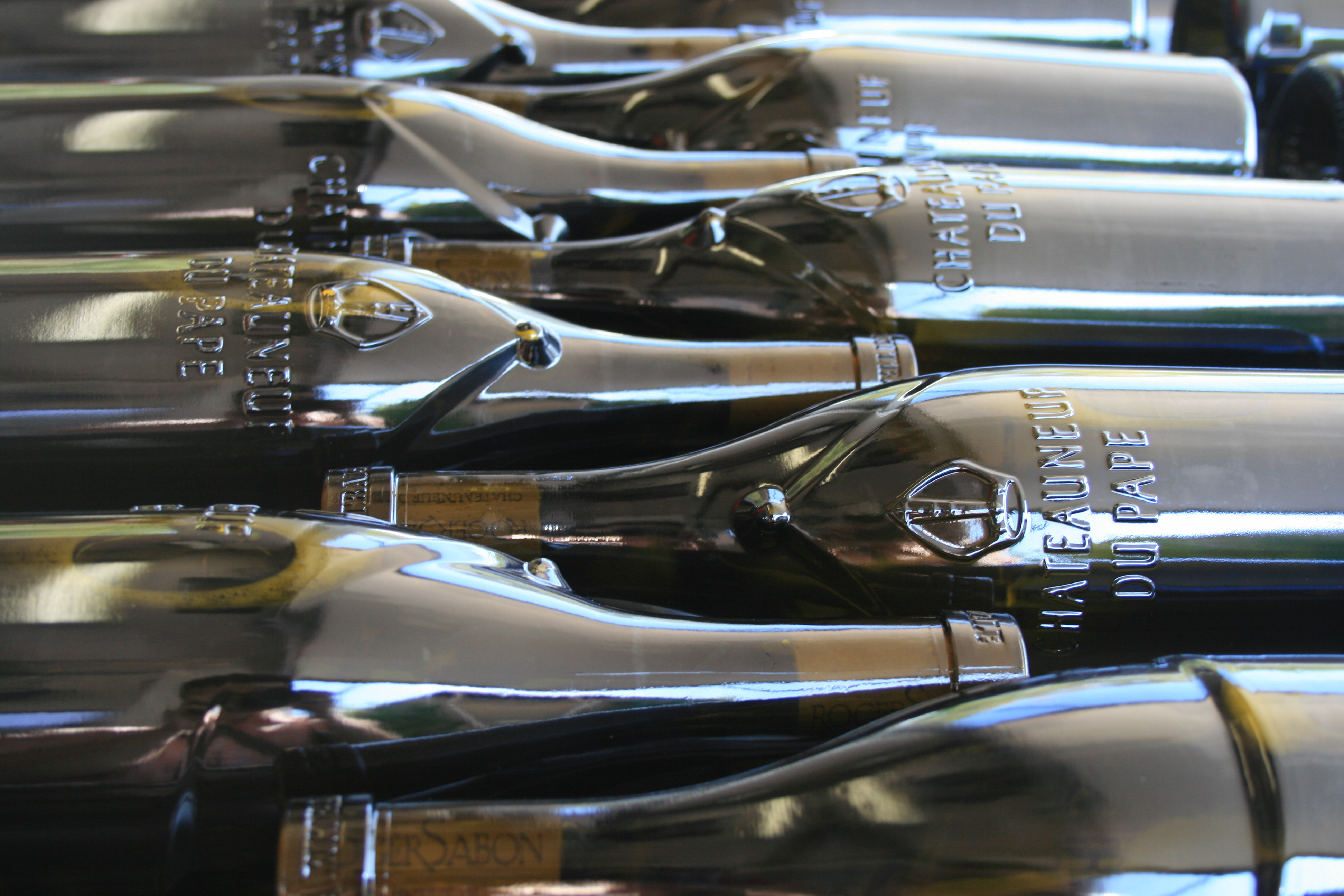
La Mitrale, nuova bottiglia del Châteauneuf-du-pape.

Per il Châteauneuf-du-pape AOC vi sono due bottiglie, quelle personalizzate di certe tenute e quelle collettive, proprie di gruppi di produttori o commercianti. La Mitrale appartiene a questa seconda categoria. Creata nel 2002, presentata ufficialmente il 27 febbraio 2003 a Parigi, essa può avere quattro dimensioni riguardo alla: 37,5cl, 75cl, Magnum e Jéroboam. Essa può essere utilizzata da tutti i produttori o commercianti che rispettano un disciplinare di qualità che impone un controllo regolare in base a un capitolato particolare..
Questo capitolato impone che solo i vini Châteauneuf-du-pape AOC siano imbottigliati nella Mitrale e che questa dopo il primo utilizzo non possa più essere riutilizzata. A livello qualitativo, il vino deve rispettare norme analitiche e organolettiche, come esigenze legate all'imbottigliamento, alla chiusura con tappo e alla data di commercializzazione. Inoltre, conformemente al decreto di controllo del 24 giugno 1996 riguardo alla denominazione Côtes-du-rhône, l'imbottigliamento deve avvenire nella zona di questo AOC, come nei cantoni limitrofi a quelli situati nei dipartimenti della Drôme, del Gard e della Vaucluse.

## Gastronomia

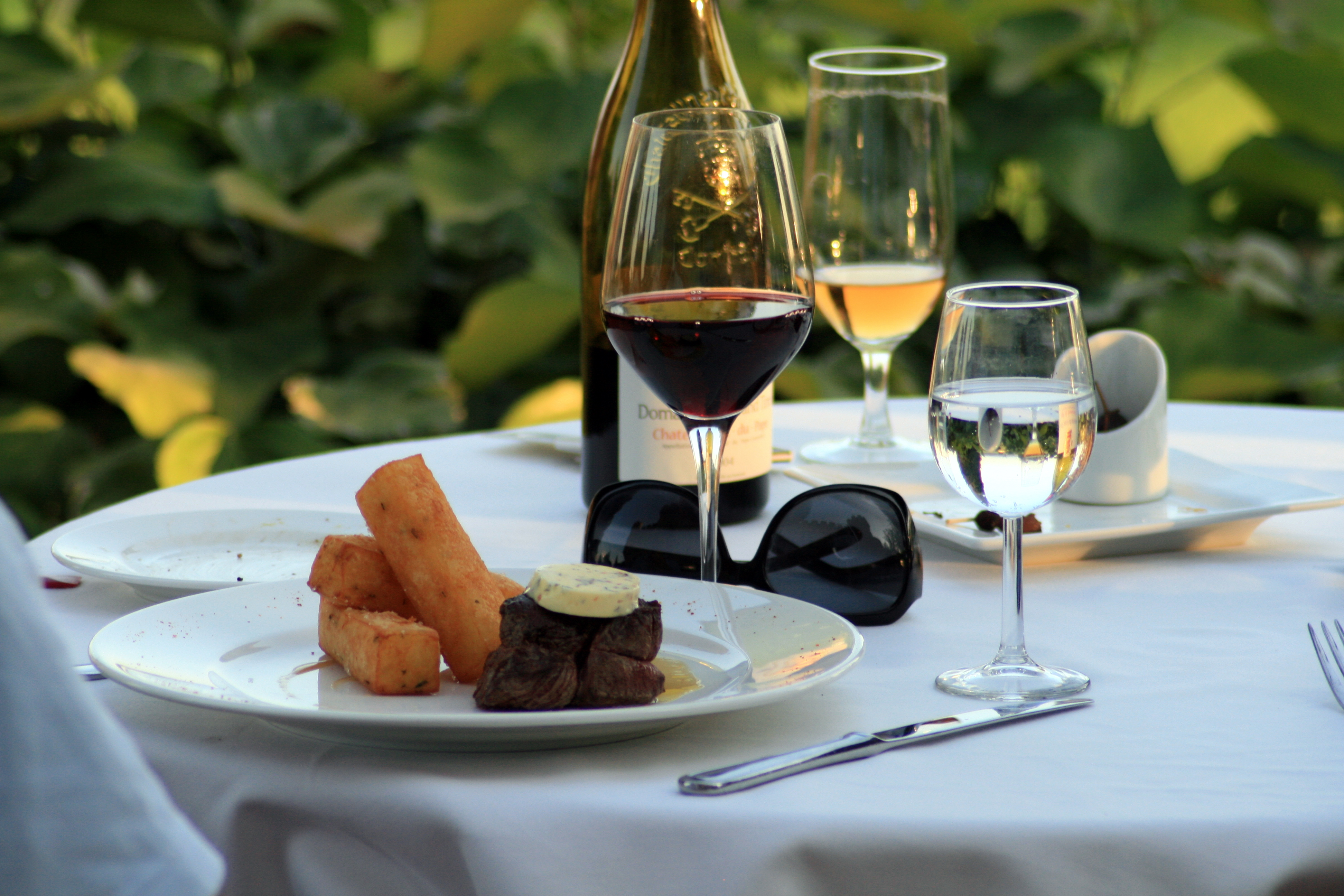
AOC châteauneuf-du-pape rosso.

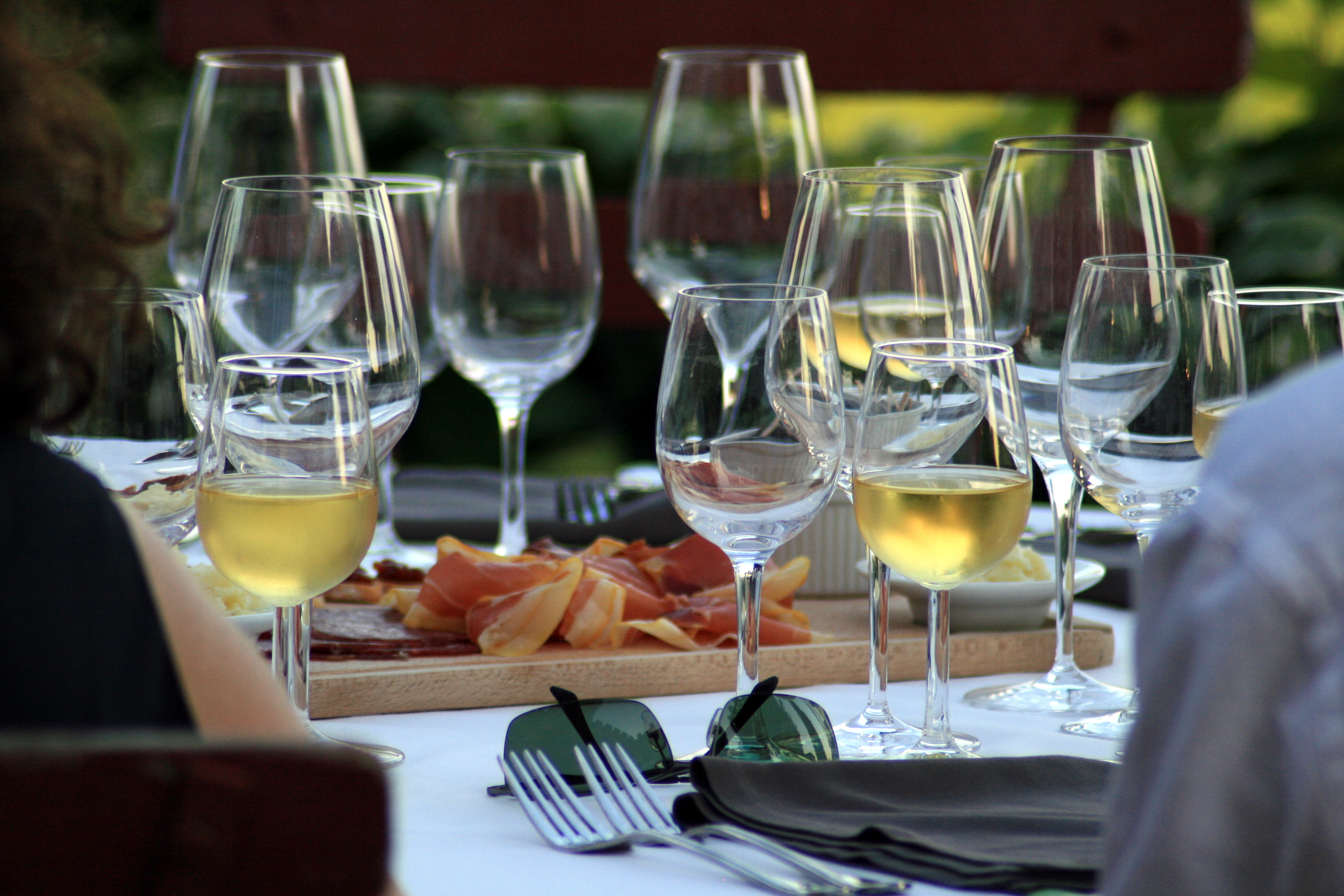
AOC châteauneuf-du-pape bianco.

I vini rossi, con la loro "stoffa" intensa, presentano agitandoli un profumo di frutta rossa e di spezie che con l'invecchiamento evolvono verso aromi di anice, liquirizia e cuoio. In bocca questi vini possiedono una lunga persistenza aromatica, sono tutta rotondezza e untuosità.
Essi sono particolarmente adatti ad accompagnare i piatti di cacciagione. I ristoratori lo servono in particolare con civet di carni di cervo, di cinghiale, di capriolo e con la lièvre à la royale ("lepre alla regale"). Sono comunque perfetti nell'accompagnare carni rosse, grigliate di agnello e formaggi forti.
I vini bianchi, rivestiti di una "stoffa" giallo pallido, offrono un bouquet che va dal narciso al caprifoglio, passando per il fiore di vite. Si caratterizzano per una lunga e ampia permanenza del loro aroma in bocca. Questi vini si servono con zuppe vellutate, carni di vitello, carni di pollo e funghi. Essi accompagnano bene anche pesci di acqua dolce, carni bianche in genere e salumi di montagna. Sono inoltre molto adatti ai formaggi più "robusti" a pasta cotta o erborinati e sono perfetti con i formaggi di latte caprino. Lo châteauneuf bianco invecchiato di cinque anni esalta il sapore e rivela tutta la delicatezza del tartufo.

## Commercializzazione

### Esportazione
L'esportazione dei vini Châteauneuf-du-Pape rappresenta circa il 50% della produzione commercializzata. Le vendite verso la Svizzera, il Belgio e la Germania, clienti tradizionali, sono rivolte anche all'Inghilterra, l'America del Nord, i Paesi Bassi, e la Scandinavia da metà degli anni ottanta.

### Mercato interno
La ristorazione d'alta gamma è uno dei clienti privilegiati di questo vino. Parimenti la ricerca di vini presso i viticultori ha fatto aumentare notevolmente le vendite presso le enoteche e i negozi specializzati..
Il mercato della grande distribuzione interessa principalmente le ditte commerciali, più raramente i produttori. Le fiere autunnali dei vini, organizzate in superfici grandi e medie provocano ogni anno una forte domanda da parte dei consumatori. Questo settore rappresenta il 10% delle vendite del Châteauneuf-du-pape AOC.